# Journal of Plasma Physics
Journal of Plasma Physics is een internationaal, aan collegiale toetsing onderworpen wetenschappelijk tijdschrift op het gebied van de plasmafysica.
De naam wordt in literatuurverwijzingen meestal afgekort tot J. Plasma Phys.
Het eerste nummer verscheen in 1967.